# AAC Middle Wallop
AAC Middle Wallop (engelska: RAF Middle Wallop) är en flygplats i Storbritannien.   Den ligger i grevskapet Hampshire och riksdelen England, i den södra delen av landet, 110 km väster om huvudstaden London. Middle Wallop ligger 91 meter över havet.
Terrängen runt Middle Wallop är platt. Runt Middle Wallop är det ganska tätbefolkat, med 179 invånare per kvadratkilometer. Närmaste större samhälle är Andover, 8,5 km nordost om Middle Wallop. Trakten runt Middle Wallop består till största delen av jordbruksmark.